# Clement Town
Clement Town is een kantonnement in het district Dehradun van de Indiase staat Uttarakhand. 

## Demografie
Volgens de Indiase volkstelling van 2001 wonen er 19.634 mensen in Clement Town, waarvan 58% mannelijk en 42% vrouwelijk is. De plaats heeft een alfabetiseringsgraad van 55%. 